# Anita Tomar
Anita Tomar (24 de noviembre de 1984) es una luchadora india de lucha libre. Compitió en dos campeonatos mundiales consiguiendo un 12.º puesto en 2015. Conquistó dos medallas de bronce en Campeonatos Asiáticos, de 2008 y 2016. Ganadora de la medalla de oro en Juegos de la Mancomunidad de 2010. Obtuvo la medalla de oro en Campeonato de la Mancomunidad de 2013. Representó a su país en la Copa del Mundo, consiguiendo un sexto puesto en 2013.